# 源西街道
源西街道是中国广东省河源市源城区下辖的一个街道。辖区总面积63平方公里，下辖7个社区和4个村，总人口4.18万人。

## 行政区划
下辖7个社区居委会：新江一路社区、新江二路社区、新江三路社区、新港路南社区、新港路北社区、站前社区、江源社区，4个行政村：庄田村、黄子洞村、新塘村、白岭头村。